# Walterswil (Soleure)
Pour les articles homonymes, voir Walterswil.
Walterswil est une commune suisse du canton de Soleure, située dans le district d'Olten.